# 守善里
守善里始建于1934年，由英教会守善堂建房成巷，取堂名命名，位于当时的天津英租界的新加坡道（Singapore  Road）（今和平区大理道），目前为一般保护等级历史风貌建筑。

## 建筑风格
守善里为三幢联排式住宅形成组团，建筑均为三层砖木结构楼房，外立面为红砖清水墙，每户均设有独立院落。建筑檐口处装饰有水泥抹灰花饰，建筑顶部局部为坡屋顶，筒瓦屋面。是一座具有现代建筑特征的联排式建筑。

## 建筑图片

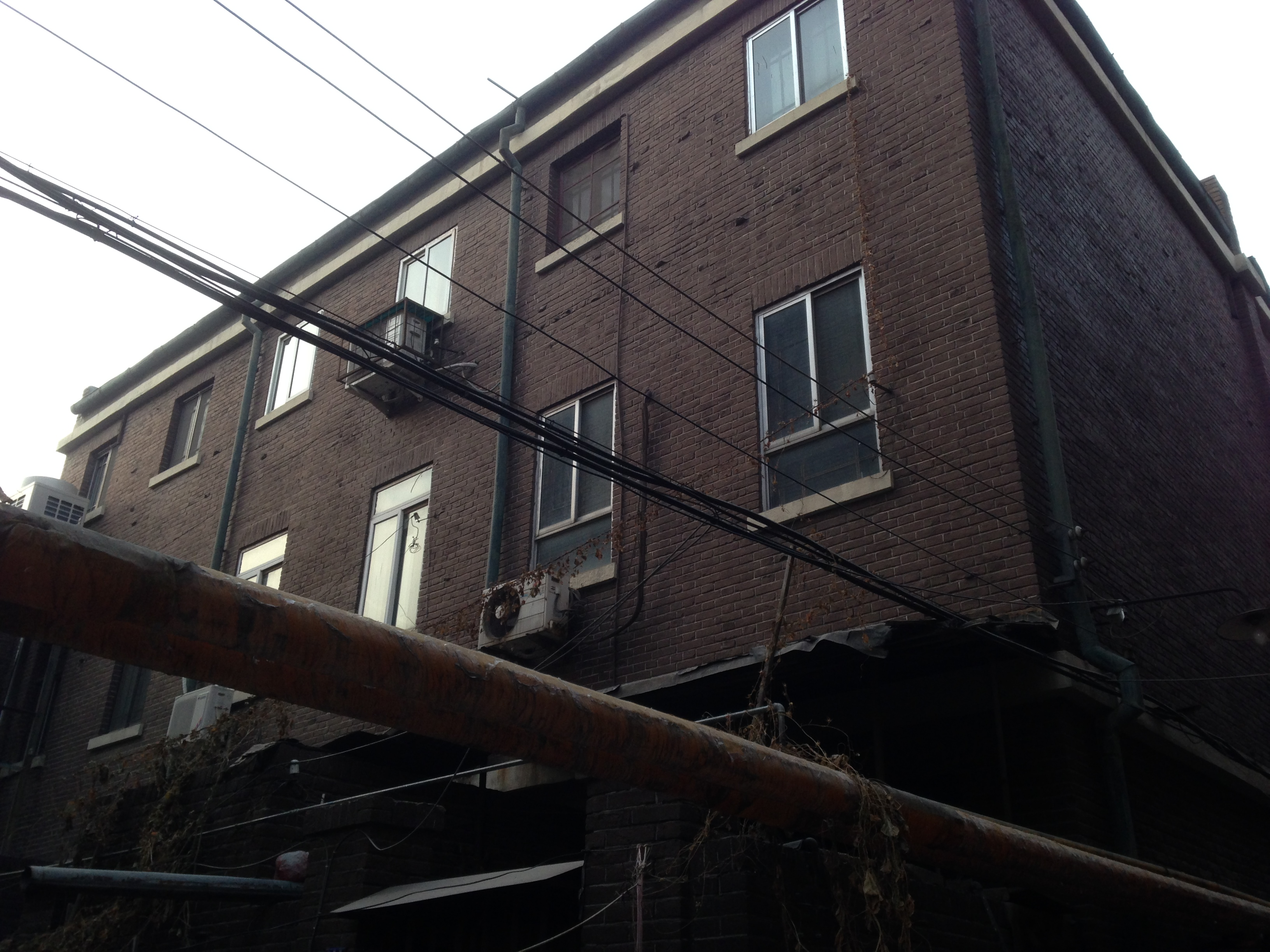
大理道守善里4、5、6号
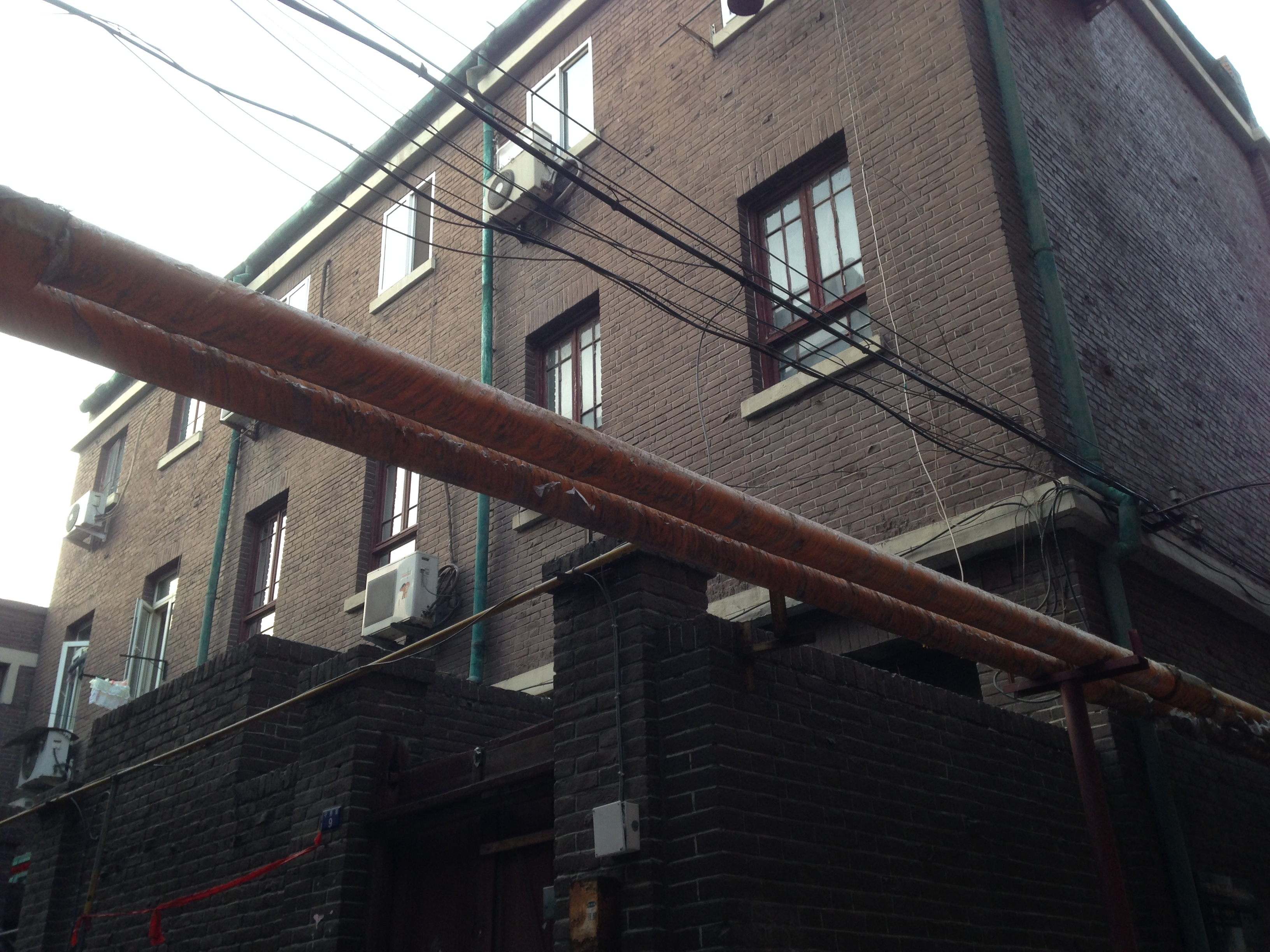
大理道守善里7、8、9号